# Septoria lysimachiae
Septoria lysimachiae är en svampart som beskrevs av Westend. 1852. Septoria lysimachiae ingår i släktet Septoria och familjen Mycosphaerellaceae.   Inga underarter finns listade i Catalogue of Life.